# Joey Boy
 Apisit Opsasaimlikit (อภิสิทธิ์ โอภาสเอี่ยมลิขิต; n. 1975), conocido artísticamente como Joey Boy ( โจอี้ บอย), es un cantante tailandés de ascendencia china de géner Hip hop. Su carrera empezó en 1994 y se mantuvo activo hasta el 2000. Sus discografías fueron producidas bajo el sello de Bakery Music.

## Discografía

### Bakery Music
- Joey Boy (1995)
- Joey Man (1996)
- See Ya Later (Celebrate No Million Copies) (1997)
- Fun Fun Fun
- Fun Fun Fun/The Chinese Association Remix Single
- Fun Fun Fun 1,000,000
- Joey's Hit Pt. 1
- Bangkok (1998)
- Tourist
- Joey Boy Anthology
- The Greatest Beats 1994-2000 (2005)

### Realización independiente
- Joey Rama
- JB (EP featuring "LA/BKK")

### Galardones en Club/GMM Grammy
- Gancore Club Various Artists'
- Sorry, I'm Happy
- Raii Gor Ruk (ร้ายก็รัก EP) (EP, 2006)
- The Best of Joey Boy
- Original Motion Picture Soundtrack: The Possible (อัลบั้มเพลงประกอบภาพยนต์ 'เก๋า เก๋า' (2006)